# Семь дней с русской красавицей
«Семь дней с ру́сской краса́вицей» — эксцентрическая комедия, созданная одесской комик-труппой «Маски» в 1991 году.
Из-за раскола между двумя продюсерскими компаниями «АСИ» и «Золотой Дюк» фильм пролежал на полке до 1996 года.

## Сюжет
Москва. Июнь 1991 года. Фурич, авантюрист новой волны, владелец «липового» туристического агентства, приглашает посетить Россию пятерых иностранцев — из Америки, Израиля, Италии, Японии и Африки. Он предлагает «дорогим гостям» специальный тур по маршруту Москва-Петербург-Бухара-Одесса. Вся эта затея нужна Фуричу для одного — получить от инвестора три миллиона долларов и сбежать за границу. Эти деньги он может получить только при одном условии: иностранные туристы должны дать положительные интервью крупнейшим телекомпаниям мира. Фурич во имя «великой» идеи пускается «во все тяжкие»: шантажирует победительницу конкурса «Русская красавица», обманывает простых граждан и военнослужащих, использует фальшивые документы и даже пытается убить горе-туристов…

## Список ролей

### В главных ролях
| Актёр                | Роль |
| -------------------- | --- |
| Наталья Бузько       | Мария, победительница конкурса красоты (роль озвучена другой актрисой)                                     |
| Георгий Делиев       | Фурич, владелец липового турагентства/генерал Сидорчук (озвучивали Алексей Иващенко и Алексей Золотницкий) |
| Янислав Левинзон     | Андриано Трезини, турист из Италии                                                                         |
| Борис Барский        | Стив, турист из Америки (озвучивает Игорь Тарадайкин)                                                      |
| Александр Постоленко | Перец, турист из Израиля (озвучивает Алексей Борзунов)                                                     |
| Владимир Епископосян | Мганга, турист из Африки                                                                                   |
| Михаил Волошин       | Микио Асима, турист из Японии (роль озвучена другим актером)                                               |

### В ролях
| Актёр              | Роль |
| ------------------ | --- |
| Владимир Комаров   | водитель автобуса / красный командир / женщина в чёрном / басмач / лётчик (роль озвучена другим актером) |
| Игорь Малахов      | белый офицер / рабочий / красный патруль / басмач (роль озвучена другим актером)                         |
| Юрий Сковороднев   | будёновец / басмач                                                                                       |
| Семён Фарада       | полковник Гемороев                                                                                       |
| Леонид Ярмольник   | Феликс                                                                                                   |
| Олег Филимонов     | одесский милиционер                                                                                      |
| Эдуард Цирюльников | одесский милиционер                                                                                      |
| Евгений Хаит       | одесский милиционер                                                                                      |
| Евгений Каминский  | одесский милиционер                                                                                      |
| Елена Аминова      | администратор гостиницы                                                                                  |
| Юрий Медведев      | носильщик                                                                                                |
| Виктор Ильичёв     | матрос                                                                                                   |
| Лариса Гузеева     | дворянка                                                                                                 |
| Елена Драпека      | экскурсовод / церемониймейстерша                                                                         |
| Эрнст Романов      | интеллигент                                                                                              |
| Владимир Фёдоров   | директор гостиницы                                                                                       |
| Игорь Кириллов     | диктор ЦТ (камео)                                                                                        |
| Елена Дробышева    | невеста                                                                                                  |
| Фёдор Смирнов      | жених |
| Людмила Гвоздикова | дама |
| Игорь Добряков     | продавец патронов                                                                                        |
| Павел Максименко   | В. И. Ленин                                                                                              |
| Евгений Росляков   | М. Горький                                                                                               |
| Владимир Уманенко  | Николай II                                                                                               |
| Сергей Воробьёв    | Махмуд, водитель грузовика                                                                               |
| Юрий Володарский   | посетитель в гостинице / фотограф / пьяница / лётчик                                                     |
| Шамурат Юсупов     | караванщик                                                                                               |
| Людмила Федонова   | Сара |
| Унтам Элхонов      | узбек |

## Съёмочная группа
- Режиссёры-постановщики — Георгий Делиев, Юрий Володарский, при участии Евгения Корженкова
- Режиссёр — Лариса Силина
- Сценарий — Александр Тарасуль, Георгий Делиев, Юрий Володарский, Эдуард Каменецкий
- Композиторы — Иван Евдокимов, Сергей Рылеев
- Оператор-постановщик — Евгений Корженков
- Оператор — Андрей Белканов
- Режиссёр монтажа — Виктор Прохоров
- Монтажёр — Вера Филаретова
- Звукооператоры — Игорь Замотаев, Александр Нехорошев
- Художник-постановщик — Мария Петрова
- Продюсер — Игорь Филимонов
- Постановщик трюков — Сергей Воробьёв
- Директор картины — Юрий Володарский

## Технические данные
- Страна-производитель: СССР, Россия-Украина.
- Продолжительность фильма: 111 минут (режиссёрская версия), 75 минут (киноверсия), 7 серий по 25 минут (сериал).
- Язык фильма: русский.
- Цветной.